# Толкачевский сельсовет
Толкачевский сельсовет — административная единица на территории Шкловского района Могилёвской области Белоруссии.

## Состав
Толкачевский сельсовет включает 12 населённых пунктов:
- Большие Лозицы — деревня.
- Борисковичи — деревня.
- Говяды — агрогородок.
- Дубровка — деревня.
- Затишье — деревня.
- Ляховка — деревня.
- Малые Лозицы — деревня.
- Мерчь — деревня.
- Перекоп — посёлок.
- Скубиловка — деревня.
- Сметаничи — деревня.
- Толкачи — деревня.